# Arkadij Babčenko
Arkadij Babčenko (* 18. březen 1977, Moskva) je ruský opoziční novinář, spisovatel a kritik prezidenta Vladimira Putina.

## Životopis
Babčenko bojoval v ruské armádě v obou válkách v Čečensku. Od roku 2000 byl novinářem opozičního listu Novaja gazeta. Byl válečným zpravodajem v srpnu 2008 v Jižní Osetii. V roce 2012 byl ruským režimem stíhán kvůli organizování nepovolených demonstrací. V roce 2016 vzbudil vlnu pobouření svým výrokem, že si příslušníci ruského armádního sboru Alexandrovců, kteří zahynuli v troskách letadla při neštěstí, nezaslouží žádné slitování. Prohlásil rovněž, že by se rád projel na tanku NATO po Moskvě, což mu vyneslo odmítavé stanovisko mnoha Rusů.
V roce 2017 emigroval s celou rodinou, zprvu do Česka. Poté pobýval nějakou dobu v Izraeli. Následně odešel na Ukrajinu a usadil se v Kyjevě v Dniprovské čtvrti.

## Předstíraná smrt
29. května 2018 média informovala o jeho zastřelení před jeho bytem v Kyjevě. Policie smrt ruského novináře potvrdila s tím, že útok oznámila Babčenkova manželka, která svého muže měla najít v tratolišti krve.
Příští den ukrajinská tajná služba na tiskové konferenci za účasti Babčenka oznámila, že smrt novináře pouze předstírala, a to proto, aby mohla dopadnout objednavatele vraždy. Toho údajně zadržela při předání peněz za nájemnou vraždu.
Dne 31. května 2018 sdělil Babčenko novinářům podrobnosti o přípravách svého domnělého zabití. Ty trvaly jeden měsíc. Fingovaná vražda se stala pak u dveří jeho bytu. On sám se naučil, jak má jako mrtvý ležet pro fotografii, aby situace vypadala autenticky. Byl potřísněn prasečí krví a na tričku byly tři nakreslené střelné rány. Našla jej pak jeho žena Olga Babčenková, která zavolala sanitku. V ní novinář poté „zemřel“. Musel pak hrát mrtvého tak dlouho, než se dostal do márnice. Tato inscenace se odehrála 29. května 2018 zhruba v 18:00 hod., sanitka byla přivolána ve 21:00 hod. První zpráva o domnělé Babčenkově smrti se dostala do světa ve zpravodajství francouzské tiskové agentury Agence France-Presse (AFP).
Babčenkova manželka ještě krátce před akcí pobývala v Rusku a vrátila se do Kyjeva až den před inscenací vraždy. Babčenko se jí následně omluvil za to „peklo, které musela prožívat“.